# Gerald Taylor
Gérald Taylor (Australia, 13 de septiembre de 1933-París, 1 de abril de 2020) fue un filólogo, etnólogo y lingüista francés. 

## Biografía
Fue investigador del Centro Nacional para la Investigación Científica (CNRS) y del Instituto Francés de Estudios Andinos (IFEA). Hizo la primera traducción del Manuscrito de Huarochirí al francés. Fue un estudioso y especialista de las lenguas quechuas, además de promotor de la interdisciplinariedad en los estudios andinos.
Falleció a los ochenta y seis años en París el 1 de abril de 2020.

## Obras destacadas
- 2007. Amarás a Dios sobre todas las cosas: confesionarios quechuas, siglos XVI y XVII. IFEA, Instituto Francés de Estudios Andinos : Lluvia Editores. ISBN 978-9972-627-80-4.
- 2000. Camac, camay y camasca y otros ensayos sobre Huarochirí y Yauyos. IFEA, Instituto Francés de Estudios Andinos  ; Centro de Estudios Regionales Andinos "Bartolomé de Las Casas". ISBN 978-9972-691-35-5.
- 1979. Diccionario normalizado y comparativo quechua: Chachapoyas-Lamas. L'Harmattan. ISBN 978-2-85802-108-6.

### Traducciones
- 2008. Ávila, Francisco de. Ritos y tradiciones de Huarochirí. Instituto Francés de Estudios Andinos : Instituto de Estudios Peruanos : Fondo Editorial Universidad Nacional Mayor de San Marcos. ISBN 978-9972-623-58-5. Consultado el 3 de abril de 2020.